# Minazuki (1926)
Minazuki (Minatsuki) — japoński niszczyciel typu Mutsuki, zwodowany 25 marca 1926 roku. Jednostka weszła do służby w 1927 roku jako Nr 28, w listopadzie 1941 roku jej nazwa została zmieniona na „Minazuki”. Po wybuchu wojny japońsko-amerykańskiej w grudniu 1941 roku, okręt był częścią floty inwazyjnej na Jawę Zachodnią, która na początku 1942 roku zatopiła m.in. krążowniki USS „Houston” (CA-30) oraz HMAS „Perth”. W 1943 roku okręt wziął udział w bitwach pod Kolombangarą i w Zatoce Cesarzowej Augusty. Podczas wojny okręt wykonywał przeważnie zadania eskortowe dla transportowców wojska. Jednostka została zatopiona 6 czerwca 1944 roku na Morzu Celebes, przez amerykański okręt podwodny USS „Harder” (SS-257) dowodzony przez komandora Samuela Dealeya.